# Berthold Rosenthal

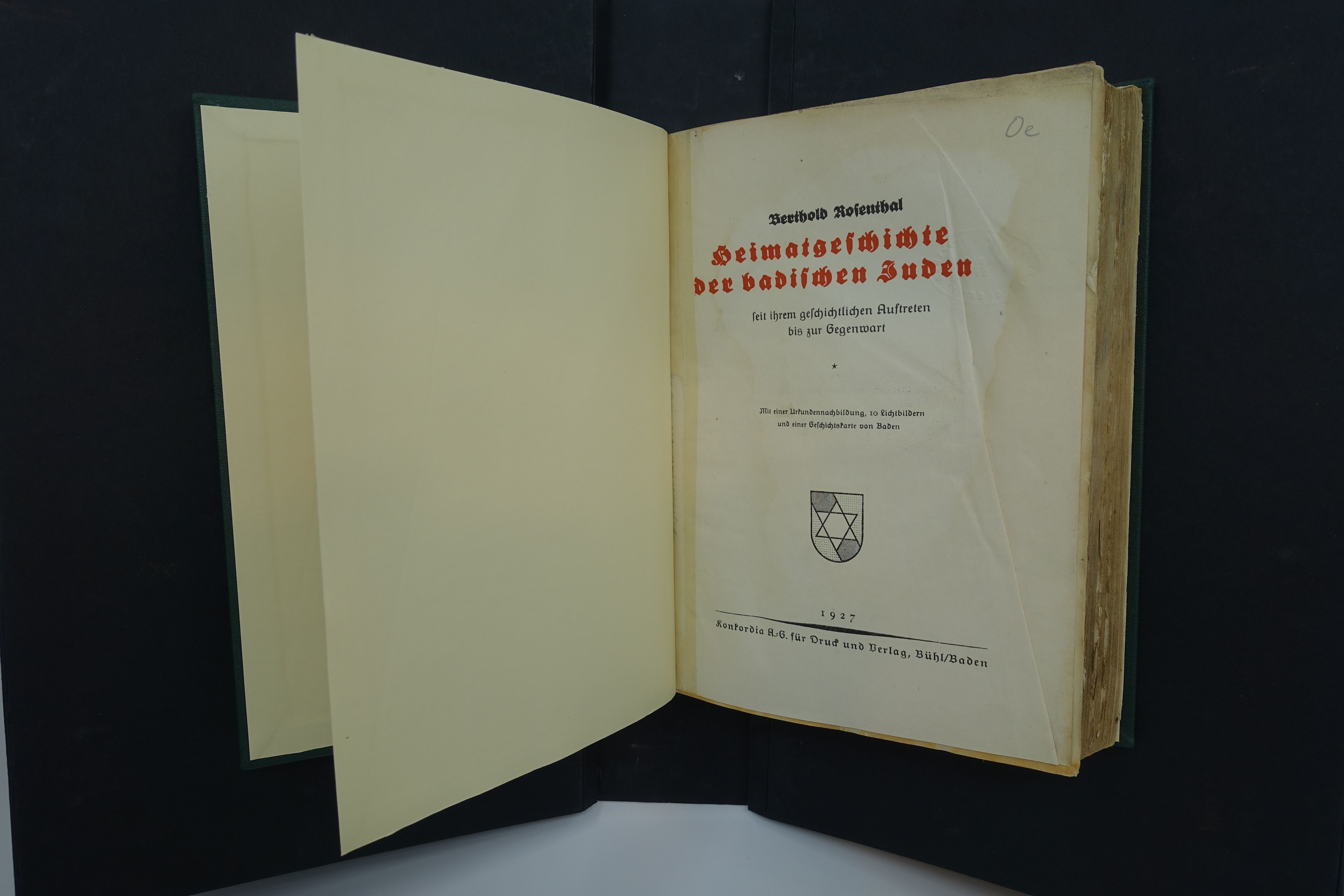
Rosenthals Werk Heimatgeschichte der Badischen Juden, Bühl/Baden 1927, in der Sammlung des Jüdischen Museums der Schweiz

Berthold Rosenthal (17. Januar 1875 in Liedolsheim – 16. Dezember 1957 in Omaha, USA) war ein deutscher Lehrer und Autor.

## Leben
Berthold Rosenthal wurde als Sohn des jüdischen Viehhändlers Emanuel Rosenthal und Babette geb. Weil geboren. Nach einem Lehramtsstudium in Mannheim war er zunächst als Religionslehrer in mehreren Orten tätig. 1901 erhielt er eine Anstellung am Gymnasium in Mannheim. 1914 heiratete er Johanna Benzian (1884–1961), mit der er einen Sohn und zwei Töchter hatte. Nach Rückkehr aus dem Ersten Weltkrieg wurde er wieder Lehrer in Mannheim. In den 1920er Jahren veröffentlichte er ein umfangreiches Standardwerk über die Geschichte der badischen Juden.
Nach der Machtergreifung der Nationalsozialisten verlor er 1933 seine Anstellung. Er widmete sich nun vermehrt seinen Forschungen zur jüdischen Geschichte und veröffentlichte zahlreiche Artikel unter anderem in der Zeitschrift Deutsche Volksschulwarte . Im Herbst 1940 konnte er mit seiner Frau Johanna über Portugal in die USA emigrieren, wo bereits Familienangehörige lebten. Er lebte die nächsten Jahre in New York.
Berthold Rosenthal starb 1957, sein Nachlass befindet sich im Leo Baeck Institut in New York.

## Schriften
- Heimatgeschichte der badischen Juden seit ihrem geschichtlichen Auftreten bis zur Gegenwart. Konkordia, Bühl 1927 Digitalisat der UB Frankfurt (Reprint. Bissinger, Magstadt bei Stuttgart 1981, ISBN 3-7644-0092-7).
- Aus den Jugendjahren der jüdischen Gemeinde Karlsruhe. In: Monatsschrift für Geschichte und Wissenschaft des Judentums. Jg. 71 = NF 35, H. 5/6, 1927, S. 207–220, JSTOR:23082199.
- Unbekannte Spuren vom "Jud Süß". In: Mannheimer Geschichtsblätter, Jg. 30, 1929, Spalte 108–115. pdf
- Das Testament des Löb Dinkelspiel vom Jahre 1787. In: Mannheimer Geschichtsblätter, Jg. 31, 1930, Spalte 207–213. pdf